# Rumpler Luftverkehr
La Rumpler Luftverkehrs AG fu una compagnia aerea tedesca con sede ad Augusta che operò voli di linea nazionali dal 1922 al 1926.
La società, una aktiengesellschaft (società di capitali), fondata da Edmund Rumpler, che ne fu presidente, e che vedeva anche Hugo Junkers nel consiglio di amministrazione con l'incarico di vicepresidente, fu una delle prime compagnie aeree ad essere fondata e ad operare in territorio tedesco.

## Premessa
Edmund Rumpler costruì durante la prima guerra mondiale a Berlino-Johannisthal e Augusta velivoli di successo come il modello Rumpler C.I. Con le basi poste dal trattato di Versailles, fu proibito alle aziende con sede in Germania di produrre velivoli militari. Gli Alleati smantellarono anche la berlinese Rumpler-Werke, che si trovava in liquidazione, ma che continuò a produrre come fornitore di componenti. A Augusta nel 1919 venne creata la divisione bavarese della Rumpler-Werke con nome Rumpler-Luftverkehr. La società operò sotto la guida di colui che sarebbe diventato il direttore della MAN, Otto Meyer con la produzione di 17 velivoli dei quali tra i quali 13 Rumpler C.I modificati. In marzo l'azienda prese la quarta licenza per operare come compagnia aerea dal Reichsluftamt. La rete aerea fu sulle tratte Berlino-Lipsia e Lipsia-Monaco-Augusta, che dal giugno 1919 giornalmente effettuava il trasporto di tre passeggeri.

## Fondazione della società per azioni
Il 30 settembre 1922 a Monaco di Baviera la divisione Luftverkehrsabteilung della Rumpler-Werke diviene una società per azioni e dal 30 novembre 1922 viene registrata alla camera di commercio. Gli azionisti di maggioranza fu la Rumpler-Werke Berlin-Johannisthal i.L., la Bayerischen Rumpler-Werke e la Junkers Flugzeugwerk, Dessau. La Rumpler-Werke prese 6 Rumpler C.I e due Junkers F 13, così la Junkers e altri due azionisti presero 500.000 Papiermark. Socio alla presidenza fu Edmund Rumpler, Hugo Junkers (vice presidente), Albert Mühlig-Hofmann come direttore, Albert Albeck e Gottfried Kaufmann.

## Linee
Vi fu la linea Monaco–Norimberga/Fürth–Dessau–Berlino, attraverso la cooperazione con la compagnia aerea svizzera Ad Astra Aero e la Österreichischen Luftverkehrs AG estendendo la linea da Berlino a Zurigo e Vienna.
Nel corso del 1923 la società fece debiti causati anche dalla non operatività dei due Junkers F 13. Alla fine del 1923 la Rumpler Luftverkehr entra nella Transeuropa-Union (TREU), una cooperazione tra compagnie aeree della Germania del sud, austriache e svizzere sotto la guida della Junkers Luftverkehr AG. Con l'uso degli Junkers F 13 divenne operativa al linea Monaco–Berlino. Nel 1924 quella Francoforte–Norimberga/Fürth–Monaco.

## Liquidazione
La conduzione della società non fu vincente. Dopo il 1925 le perdite superarono i 10.000 Reichsmark, segnando nel luglio 1926 la liquidazione; i rimanenti velivoli vennero venduti alla Deutsche Lufthansa.